# Chanute
Chanute és una població dels Estats Units a l'estat de Kansas. Segons el cens del 2000 tenia 9.411 habitants.

## Demografia
Segons el cens del 2000, Chanute tenia 9.411 habitants, 3.864 habitatges, i 2.496 famílies. La densitat de població era de 591,8 habitants per km².
Dels 3.864 habitatges en un 30,6% hi vivien nens de menys de 18 anys, en un 49,9% hi vivien parelles casades, en un 10,8% dones solteres, i en un 35,4% no eren unitats familiars. En el 31,7% dels habitatges hi vivien persones soles el 16,1% de les quals corresponia a persones de 65 anys o més que vivien soles. El nombre mitjà de persones vivint en cada habitatge era de 2,34 i el nombre mitjà de persones que vivien en cada família era de 2,92.
Per edats la població es repartia de la següent manera: un 25,2% tenia menys de 18 anys, un 10,1% entre 18 i 24, un 25,2% entre 25 i 44, un 20,5% de 45 a 60 i un 18,9% 65 anys o més.
L'edat mediana era de 38 anys. Per cada 100 dones de 18 o més anys hi havia 84,8 homes.
La renda mediana per habitatge era de 29.912 $ i la renda mediana per família de 36.630 $. Els homes tenien una renda mediana de 25.696 $ mentre que les dones 17.938 $. La renda per capita de la població era de 16.288 $. Entorn del 12% de les famílies i el 15% de la població estaven per davall del llindar de pobresa.

## Poblacions més properes
El següent diagrama mostra les poblacions més properes.